# Martín Adrián García
Martín Adrián García Curbelo (Pando, Canelones, Uruguay, 26 de marzo de 1976) es un exfutbolista, que jugaba de delantero, y entrenador de fútbol uruguayo. Actualmente dirige al Vida de la Liga de Ascenso de Honduras.

## Trayectoria

### Como jugador
Tuvo sus comienzos en el club América de baby fútbol (Parque Miramar), del cual surgieron figuras tales como Fernando Fajardo. Fue así que llamó la atención de Peñarol de Montevideo, equipo en el que debutó con el plantel profesional en 1995 y con el cual fue protagonista del segundo quinquenio del club. En Uruguay también jugó por Villa Española y Bella Vista donde compartió camerino con Guillermo Giacomazzi. Además, tuvo pasos por los clubes Almagro, de Argentina, y Shangai Zhongyuan, de China.
En 2000 vuelve al Peñarol compartiendo la delantera con Walter Pandiani, Cristian Rodríguez y Diego Pérez. 
En 2002 emigra por segunda vez, esta vez al Pumas UNAM de la Primera División de México, en donde fue dirigido por Hugo Sánchez y compartió el ataque con su compatriota Álvaro González. 
En el año 2005 se va a Paraguay a jugar por el Olimpia, siendo dirigido por Gustavo Costas y compartiendo la delantera con Cristian Ledesma. 
En el 2009 se aleja del Sportivo Luqueño por problemas con la barra brava del club, y en el segundo semestre del mismo año ficha por el FBC Melgar de la Primera División del Perú donde dio positivo en el control antidopaje que se le practicó en el partido contra Alianza Atlético. Finalmente, el club arequipeño decidió separarlo definitivamente del plantel.
García, por su parte, negó haber consumido la sustancia ilícita y señaló que tomó el mate de coca junto con el entrenador de su equipo, su compatriota Claudio Techera. “Yo tomé mate de coca con Techera y me dijeron que no pasaba nada. Estoy muy triste, me siento mal porque es la primera vez que me sucede esto en mi carrera”, dijo García. En el 2010 se une al Independiente Football Club como mánager del Club, y en el segundo semestre del 2011 volvió al ruedo futbolístico para jugar por dicha institución, y tras colgar los botines definitivamente –perseguido por las lesiones– decidió dar una mano al club como entrenador de la reserva.

### Como entrenador
A inicios de 2012, mientras dirigía a las inferiores de Independiente de Campo Grande, fue nombrado DT del club de cara al Torneo Apertura de la Primera División de Paraguay. Debutó el 3 de febrero, en el partido contra Guaraní, que se perdió por 3 a 1. Después, el 12 de febrero, en medio de la segunda fecha, su equipo recibió al Sol de América, contra el cual perdió por 2 a 4. En su tercer juego como técnico del Independiente de Campo Grande, en la visita al Olimpia en el Estadio Defensores del Chaco de Asunción, sus jugadores consiguieron un empate de 1 a 1 contra el Franjeado. En la cuarta fecha, recibiendo a Cerro Porteño, su equipo cayó por goleada de 1 a 4. El 4 de marzo, tras la derrota de 0 a 3 contra Sportivo Carapeguá, el Tato renunció a la dirección técnica del club.
En el año 2013 se desempeña como entrenador de las divisiones juveniles del Club Atlético Bella Vista y en el 2014 asume como entrenador de las divisiones juveniles del Danubio Fútbol Club. 
Entre 2015 y 2017 dirigió con buen suceso a las divisiones formativas de Peñarol, institución que lo formó como jugador, logrando un récord de 34 partidos sin conocer la derrota, y alcanzando 9 títulos oficiales durante ese periodo
El 4 de noviembre de 2017 fue anunciado como nuevo DT del Real España de Honduras, en sustitución de Ramón “Primitivo” Maradiaga, equipo con el cual se corona campeón del Torneo Apertura 2017-2018. 
El 21 de marzo de 2019, es designado entrenador del Deportivo Santani de la Primera División del Fútbol de Paraguay.

## Clubes

### Como jugador
| Club               | País      | Año       |
| ------------------ | --------- | --------- |
| Peñarol            | Uruguay   | 1995-1997 |
| Central Español    | Uruguay   | 1997      |
| Almagro            | Argentina | 1998      |
| Bella Vista        | Uruguay   | 1998      |
| Peñarol            | Uruguay   | 1999-2000 |
| Shanghái Zhongyuan | China     | 2001      |
| Peñarol            | Uruguay   | 2002      |
| Pumas UNAM         | México    | 2002-2003 |
| Peñarol            | Uruguay   | 2003-2005 |
| Olimpia            | Paraguay  | 2005-2008 |
| Defensor Sporting  | Uruguay   | 2008      |
| FBC Melgar         | Perú      | 2009      |
| Sportivo Luqueño   | Paraguay  | 2009      |
| Independiente C.G. | Paraguay  | 2010-2011 |

### Como entrenador
| Club                   | País      | Año       | J   | G  | E  | P  | Efect. |
| ---------------------- | --------- | --------- | --- | -- | -- | -- | ------ |
| Independiente C.G.     | Paraguay  | 2012      | 5   | 0  | 1  | 4  | 6.67%  |
| Real España            | Honduras  | 2017-2018 | 64  | 30 | 18 | 16 | 56.25% |
| Deportivo Santaní      | Paraguay  | 2019      | 5   | 2  | 1  | 2  | 46.67% |
| Boston River           | Uruguay   | 2019      | 19  | 7  | 6  | 6  | 47.37% |
| Danubio                | Uruguay   | 2020      | 7   | 1  | 1  | 5  | 19.05% |
| Racing                 | Uruguay   | 2020      | 15  | 6  | 4  | 5  | 48.89% |
| Marathón               | Honduras  | 2021-2022 | 36  | 16 | 4  | 16 | 48.15% |
| Miramar Misiones       | Uruguay   | 2022-2023 | 20  | 9  | 8  | 3  | 58.33% |
| Atlético Independiente | Honduras  | 2023      | 22  | 10 | 7  | 5  | 56.06% |
| Deportivo Zacapa       | Guatemala | 2023      | 12  | 6  | 2  | 4  | 55.56% |
| Rampla Juniors         | Uruguay   | 2024      | 5   | 1  | 1  | 3  | 26.67% |
| Vida                   | Honduras  | 2024-Act. |     |    |    |    | 0%     |
| Total                  | Total     | Total     | 217 | 88 | 53 | 69 | 48.69% |

## Palmarés

### Como jugador
| Título              | Club    | País    | Año  |
| ------------------- | ------- | ------- | ---- |
| Campeonato Uruguayo | Peñarol | Uruguay | 1995 |
| Campeonato Uruguayo | Peñarol | Uruguay | 1996 |
| Campeonato Uruguayo | Peñarol | Uruguay | 1997 |
| Campeonato Uruguayo | Peñarol | Uruguay | 1999 |
| Campeonato Uruguayo | Peñarol | Uruguay | 2003 |

### Como entrenador
| Título          | Club        | País     | Año  |
| --------------- | ----------- | -------- | ---- |
| Torneo Apertura | Real España | Honduras | 2017 |